# Enrique Maciel
Enrique Maciel (* 13. Juli 1897 in Buenos Aires; † 24. Februar 1962) war ein argentinischer Tangogitarrist, Pianist, Bandleader und Komponist.

## Karriere
Maciel begann seine professionelle Laufbahn als Musiker um 1915. Er trat mit kleinen Gruppen in Ballsälen auf und tourte durch die Provinzen Argentiniens. Einer seiner musikalischen Partner dieser Zeit war der Bandoneonist Angel Danesi. 1920 lernte er in Bragado den Dichter Enrique Maroni kennen, nach dessen Text er den Tango La tipa komponierte. Dieser wurde 1923 von Rosita Quiroga aufgenommen.
1921 wurde Maciel beim Label RCA Victor als Gitarrist engagiert. Dort lernte er José María Aguilar kennen, mit dem er Aufnahmen als Gitarrenduo einspielte und die Sänger des Labels begleitete, darunter das Duo Feria-Goyeche und die Sängerin Rosita Quiroga. Letztere begleitete er bei der Aufnahme des Tangos Sollozos (von Osvaldo und Emilio Fresedo) auf dem Harmonium.
1925 machte ihn Carlos Vicente Geroni Flores mit dem Sänger Ignacio Corsini bekannt, der ihn nach einem Vorspielen engagierte. Seine Partner in der Gitarrengruppe waren José María Aguilar (ab 1928 ersetzt durch Armando Pagés) und Rosendo Pesoa. Die Zusammenarbeit mit Corsini, der zum wichtigsten Interpreten seiner Kompositionen wurde, währte bis 1943. Daneben gründete Maciel ein eigenes Tangoorchester, das bis in die 1950er Jahre bei  Radio Argentina und Radio Porteña auftrat.

## Kompositionen
- Presentación
- La tipa (Text von Enrique Maroni)
- La mazorquera de Monserrat (Text von Héctor Pedro Blomberg)
- La pulpera de Santa Lucía (Text von Héctor Pedro Blomberg)
- La guitarrera de San Nicolás (Text von Héctor Pedro Blomberg)
- La viajera perdida (Text von Héctor Pedro Blomberg)
- La que murió en París (Text von Héctor Pedro Blomberg)
- Aquel cantor de mi pueblo (Text von Ignacio Corsini)
- Siempre tuyo (Text von Juan Velich und Enrique Dizeo)
- Bicho feo (Text von Francisco Brancatti)
- En la vieja pulpería (Text von Francisco Brancatti)
- Señor (Text von Francisco Brancatti)
- Ansias sublimes (Text von Eugenio Cárdenas)
- Picaflor (Text von Enrique Cadícamo)
- Que pare el baile (Text von Enrique Cadícamo)
- El barrio está triste (Text von Enrique Cadícamo)
- Desprecio (Text von Agustín Magaldi und Pedro Noda)
- Morocha triste (Text von Horacio Sanguinetti)
- Mala entraña (Text von Celedonio Flores)